# Дарк, Дэнни
Дэнни Дарк (англ. Danny Dark; 19 декабря 1938, Оклахома-Сити — 13 июня 2004, Лос-Анджелес) — американский актёр дубляжа, наиболее известный как голос телекомпании NBC на протяжении многих лет. Его имя при рождении — Дэниел Кроскери (англ. Daniel Croskery), он родился в Оклахоме.
Также Дарк известен тем, что озвучил роли Супермена в анимационном сериале 1970-х гг. Super Friends и голосом в рекламных роликах StarKist Tuna. Дарк сыграл всего две роли в кино — в фильме 1976 года «Односторонний взгляд» и в фильме 1980 года «Мелвин и Ховард» (в роли диктора).
Дэнни Дарк умер в Лос-Анджелесе в возрасте 65 лет.